# Conde de Amares
Conde de Amares é um título nobiliárquico criado por D. Filipe III de Portugal, por Carta posterior a 1640, em favor de Félix Machado da Silva Castro e Vasconcelos, 6.° Senhor de Entre Homem e Cávado.
Titulares
1. Félix Machado da Silva Castro e Vasconcelos, 1.º Conde de Amares e 6.º Senhor de Entre Homem e Cávado;
2. António Félix Machado da Silva e Castro, 2.º Conde de Amares e 7.º Senhor de Entre Homem e Cávado.
3. Félix José Machado de Mendonça Eça Castro e Vasconcelos (Lisboa, 22 de Março de 1677 — Lisboa, 15 de Julho de 1731), 3.º Conde de Amares e 8.º Senhor de Entre Homem e Cávado